# 602 v. Chr.
Portal Geschichte | Portal Biografien | Aktuelle Ereignisse | Jahreskalender | Tagesartikel

◄ |
8. Jahrhundert v. Chr. |
7. Jahrhundert v. Chr. |
6. Jahrhundert v. Chr. |
►

◄ | 620er v. Chr. | 610er v. Chr. | 600er v. Chr. | 590er v. Chr. |
580er v. Chr. |
►

◄◄ | ◄ | 605 v. Chr. | 604 v. Chr. | 603 v. Chr. | 602 v. Chr. |
601 v. Chr. |
600 v. Chr. |
599 v. Chr. |
► |
►►

## Ereignisse

### Wissenschaft und Technik
- Im babylonischen Kalender fällt das babylonische Neujahr des 1. Nisannu auf den 2.–3. April[1]; der Vollmond im Nisannu auf den 16.–17. April[1] und der 1. Tašritu auf den 24.–25. September.[1]